# NGC 3251
NGC 3251 (również IC 2579, PGC 30892 lub UGC 5684) – galaktyka spiralna z poprzeczką (SBc), znajdująca się w gwiazdozbiorze Lwa. Odkrył ją Heinrich Louis d’Arrest 19 lutego 1862 roku.
W galaktyce tej zaobserwowano supernową SN 1999gj.